# Sofía Polo Giménez
Sofía Polo Giménez (Cervera de la Cañada, 4 de abril de 1904 – Palencia, 13 de agosto de 1936) fue una maestra republicana, miembro de Unión General de Trabajadores (UGT) y de la Federación Española de Trabajadores de la Enseñanza (FETE). Fue ultrajada y asesinada por un escuadrón falangista en los inicios de la Guerra Civil.

## Trayectoria

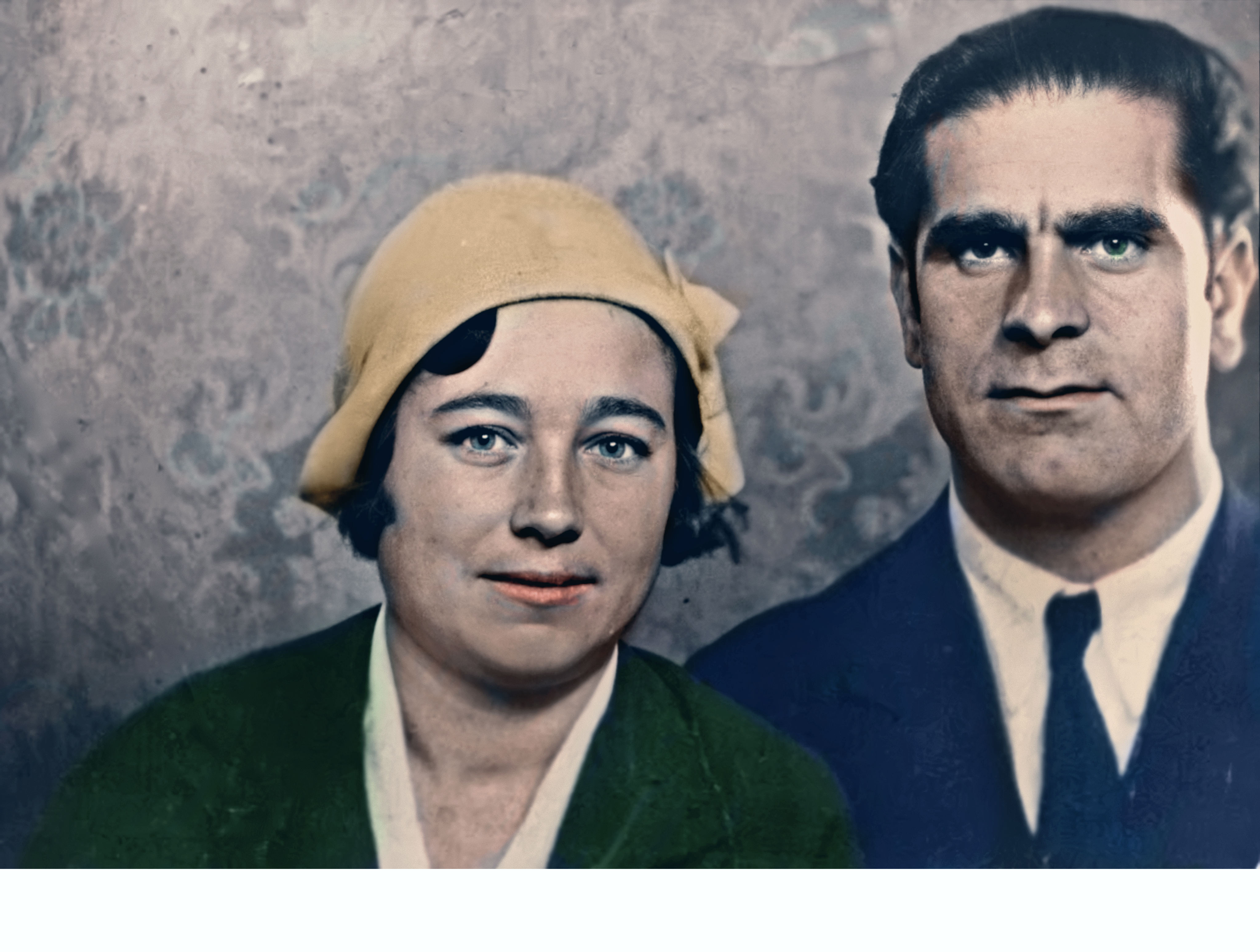
Sofía Polo Giménez (1904-1936) y Arturo Sanmartín Suñer (1989-1936)

Nacida en el seno de una familia de pequeños propietarios de ideario progresista, inició sus estudios de Magisterio en la Escuela Normal de Zaragoza y los acabó en la Escuela Normal de Teruel.
En Calatayud conoció al maestro Arturo Sanmartín Suñer con el que se casó el 18 de julio de 1926. En ese mismo año por mediación del pedagogo Manuel Bartolomé Cossío trabajaron en la Fundación Sierra Pambley en Villablino (León) regida por la Institución Libre de Enseñanza, ILE.
Mujer avanzada para su época, mantenía a la familia mientras el marido preparaba las oposiciones. 
En 1929 se trasladaron a Madrid y hasta 1932 regentaron una escuela de la Sociedad de Amigos del Progreso en el barrio de Tetuán. 
En 1931 participó en el Congreso de la Federación Española de Trabajadores de la Enseñanza y fue profesora y directora de las colonias escolares de Riofrío y El Molar . 
En 1933 su marido aprobó las oposiciones de inspector de Enseñanza Primaria y toda la familia se trasladó a Palencia donde Polo obtuvo la plaza de maestra en propiedad.
A partir de 1934 participó en varias comisiones para mejorar la situación de los maestros y desplegó una intensa actividad política. Participó en mítines del PSOE y la FETE-UGT y fue coordinadora de los Pioneros de las Juventudes Socialistas de Palencia. 

### Represión y muerte
Con el triunfo del golpe de Estado fascista del 17 de julio de 1936, el jefe de la Falange Palentina formó un ejército mixto de falangistas y guardias civiles que recorrió los pueblos de la provincia sembrando el terror y eliminando cualquier tipo de resistencia republicana. 
Sofía había enviado a sus hijos de vacaciones y a pesar del peligro decidió no abandonar sus responsabilidades y se quedó para dirigir las colonias escolares de verano de El Molar Viejo, promovidas por el Ayuntamiento. 
El 13 de agosto de 1936 fue detenida y al poco apareció abandonado su cadáver ultrajado, con signos de tortura y mordido por los perros.
Arturo Sanmartín, su marido, protegido por la maestra Ubaldina García se había refugiado en el sótano del Colegio Modesto Lafuente, y quizás hubiera podido escapar, pero al saber que habían asesinado a su esposa se entregó y también fue escarnecido y paseado por las calles de Palencia, siendo fusilado el 8 de septiembre de 1936. Su casa fue saqueada y nunca se encontró la fosa donde habían enterrado sus cuerpos. Dejaban huérfanos a sus tres hijos: Arturo (1927) Adolfo (1929) y Natalia (1931).
A pesar de que en su expediente Polo constaba como difunta, el Boletín Oficial del Estado del 17 de enero de 1940 publicó la separación definitiva del servicio y su baja definitiva del escalafón.